# Amarad
Amarad Arad este o companie specializată în construcția de magistrale din România.
Compania este specializată în execuția conductelor magistrale (gaz/petrol) precum și pe execuție de conducte magistrale și de distribuție pentru apă (apă și colectare apă uzată).
Număr de angajați în 2007: 550
Cifra de afaceri în 2006: 44 milioane euro